# Tretlager

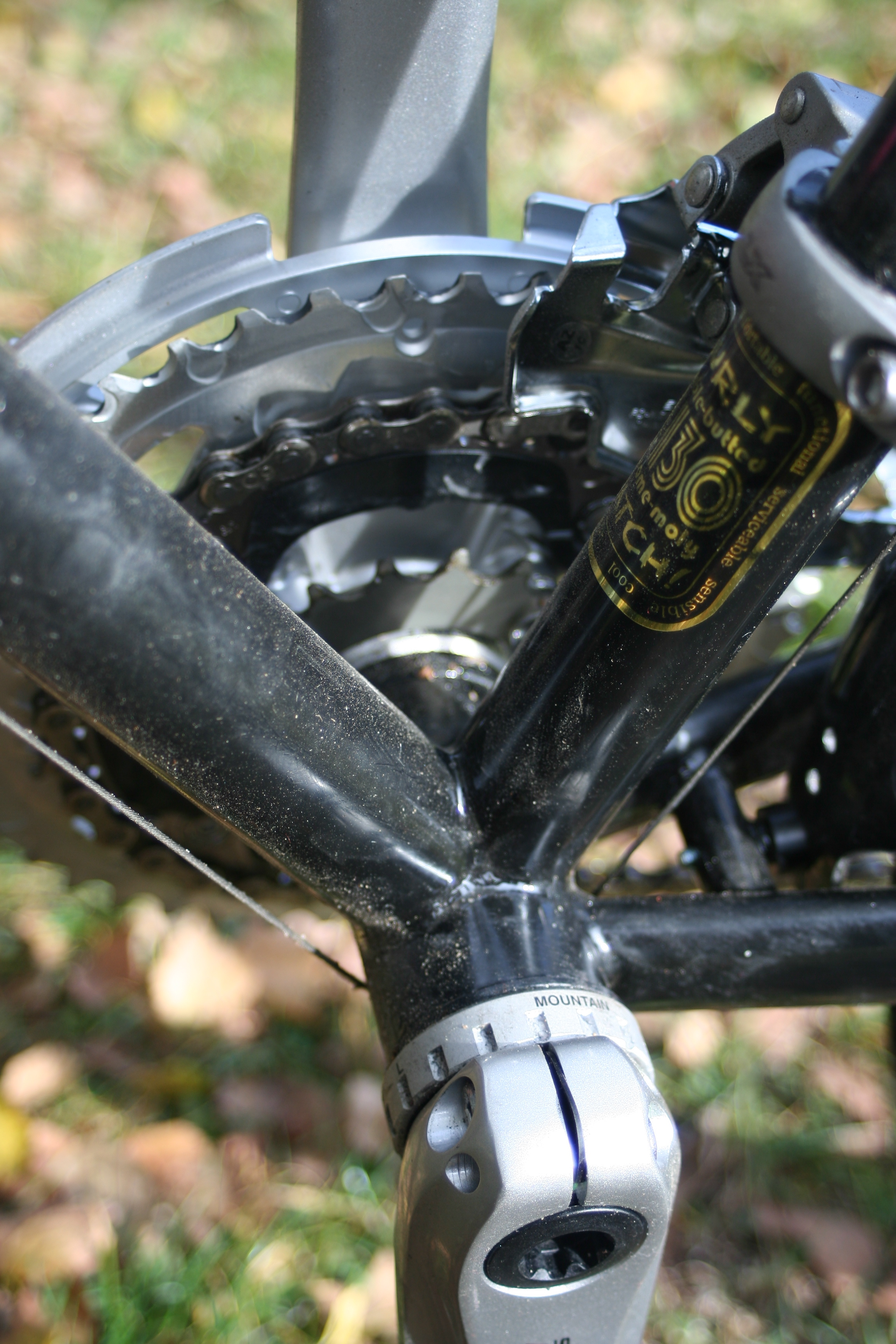
Heute sind außerhalb des Tretlagergehäuses liegende Lager üblich. Das linke Lager befindet sich hier unter dem genuteten Ring neben der verschraubten Tretkurbel (Shimano Hollowtech II)

Das Tretlager eines Fahrrads lagert die Tretlagerwelle, an die linke und rechte Tretkurbel befestigt sind. Im Handel wird oft der Begriff Innenlager verwendet, der in den 1980er Jahren vom Fahrradversandhändler Brügelmann eingeführt wurde.
Ein Tretlager besteht aus zwei Drehlagern (i. d. R. Wälzlager) und der Tretlagerwelle (auch: Achse).
Das Tretlager wurde traditionell in das Tretlagergehäuse eingeschoben und durch Lagerschalen verschraubt oder eingepresst. Das Tretlagergehäuse ist ein Teil des Fahrradrahmens. Heute sind außenliegende Lager verbreitet, die aus Platzgründen neben dem Tretlagergehäuse liegen und über Schraub- oder Presshülsen im Gehäuse befestigt werden.

## Befestigung im Fahrradrahmen
Innenlager werden in das Tretlagergehäuse des Fahrradrahmens eingepresst oder geschraubt.
Die folgende Tabelle gibt eine Übersicht über die gängigen Maße der Passungen bzw. Gewinde und der Breite des Tretlagergehäuses.
| Bezeichnung                                                                                         | Außen-Ø Schalen oder Lager [mm]                                      | Gehäusebreite                                                                    | Erklärung | verwendete Wellen |
| --------------------------------------------------------------------------------------------------- | -------------------------------------------------------------------- | -------------------------------------------------------------------------------- | --- | --- |
| BSA 1,370″ × 24 tpi (ENG; BC 1.37; „englisch“) selten als ISO 1,375″ × 24 (früher auch bei Raleigh) | BSA 34,8; Gewinde 34,8 × 1,058 ISO 34,925                            | meist 68 bzw. 73 (oversized), seltener 83 oder 100 mm                            | BSA ist in Deutschland am häufigsten. Meist auf der linken Seite Rechtsgewinde und rechts Linksgewinde; sehr selten rechts Rechtsgewinde.                                                                         | Mit angeschmiedetem Ring mit Lauffläche für Kugellager-Kugeln, alternativ ohne Ring zur Verwendung von Industrielagern. Ø bei Keil- oder Vierkantverbindung zur Kurbel: ~ 17 mm;, bei Vielzahn- oder Klemmverbindung Octalink und ISIS 22 mm, bei Hollowtech II/MegaExo(FSA)/X-Drive(Race Face)/Easton 24 mm, bei GXP (SRAM/ Truvativ) 22 mm links und 24 mm rechts und bei Campagnolo Ultra-Torque 25 mm; Wellenlänge allg. 113–125 mm, bei Rennrad 103–119 mm, und bei MTB 107–132 mm (Octalink-zweifach-Kettenblatt: 109,5 mm; -dreifach-: 118,5 mm) |
| ISIS (Overdrive) 48 × 1,5                                                                           | 48; Gewinde M48 × 1,5                                                | 68 oder 100 mm                                                                   | vorgeschlagen als neuer Standard mit Übergröße | glatt oder abgesetzt zur Verwendung mit Industrielagern; Ø 22 mm; Vielzahnverbindung zur Kurbel; Länge Rennrad 108 mm (auch 118 mm für dreifach-Kettenblatt)/ MTB 113 mm (auch 128 mm für DH bzw. 138 mm bei außenliegenden Lagern) |
| ITA 36 × 24 tpi („italienisch“)                                                                     | 35,9; Gewinde M36 × 1,058 bzw. 1,42″ × 24 tpi                        | 70 mm                                                                            | beidseitig Rechtsgewinde; oft mit der Kennzeichnung „36 × 24“ auf der rechten Lagerschale | wie BSA |
| FRA 1,378″ × 25,4 tpi („französisch“)                                                               | 34,8; Gewinde M35 × 1                                                | wie BSA; Achslänge: Rennrad 107–119, allg. 113–125 mm                            | beidseitig Rechtsgewinde; wurde bis in die 1980er Jahre verwendet; bis in die 1970er Jahre selten auch als „Schweizer Gewinde“ mit Linksgewinde rechts                                                            | wie BSA |
| Glockenlager; Thompson                                                                              | 34,7 bzw. 35 oder 40; selten 30, 34, 35,9 oder 37,5 (franz.) bzw. 38 | meist 70 mm                                                                      | Schlagschalen sitzen im gewindelosen Tretlagergehäuse; Konen auf der Welle (beidseitig oder nur links geschraubt); kaum noch gebräuchlich; wurde z. B. bei Tourenrädern und Lastenrädern verwendet                | rechts meist mit aufgepresstem Konus, links mit Gewinde zum Aufschrauben des Konus oder beidseitig glatt bzw. abgesetzt zur Verwendung mit Industrielagern; Keil- oder Vierkantverbindung wie BSA |
| Fauber; engl. OPC (One Piece Cranks), Pro Size oder Ashtabula                                       | 51,3–51,5 (2.02″); evtl. auch 45                                     | z. B. 70 mm                                                                      | Lagerart wie Thompson (statt Schlagschalen gelegentlich auch verschraubte Schalen); bei älteren amerikanischen oder skandinavischen sowie BMX-Rädern (mit einteiligem Kurbel-Wellen-Element) und versch. Gewinden | Kurbeln und Welle sind aus einem Stück geschmiedet und müssen durch das Tretlagergehäuse gefädelt werden, das daher einen größeren Außendurchmesser besitzt |
| Mavic Kegel                                                                                         | kegelförmig 34 bis ca. 38                                            |                                                                                  | Kegel-Patrone; Reparaturlager zur Verwendung in Gehäusen mit beschädigtem Gewinde | |
| BB30                                                                                                | 42                                                                   | 68, 73 oder 83 mm                                                                | Kugellager werden direkt in den Rahmen gepresst. Offener Standard (ursprünglich von Cannondale eingeführt) | Hohlwelle Ø 30 mm |
| Specialized OS-BB                                                                                   | 42                                                                   | 84,5 mm                                                                          | Kugellager werden direkt in den Rahmen gepresst. | Hohlwelle Ø 30 mm, größere Stützbreite als BB30-Kurbeln |
| BB90; BB95                                                                                          | 37                                                                   | 90,5 oder 95,5 mm                                                                | Kugellager werden direkt in den Rahmen gepresst. | Hohlwelle Ø 24 mm, ursprünglich zur Verwendung mit Shimano Hollowtech II-Kurbeln vorgesehen |
| BB86; BB89,5; BB92 (Pressfit, Shimano Pressfit)                                                     | 41                                                                   | 86,5 mm (Rennrad); 91,5 (oder 89,5 mm mit 2,5 mm breiter Unterlegscheibe) (MTB); | Die Kugellager befinden sich in Schalen (meist aus glasfaserverstärktem Polyamid (Nylon)) | Hohlwelle Ø 24 mm, glatt bzw. abgesetzt zur Verwendung mit Industrielagern; ursprünglich zur Verwendung mit Shimano-Hollowtech-II-Kurbeln bzw. ähnlichen vorgesehen, Innenlager für Truvativ/ SRAM GXP und Campagnolo ebenfalls erhältlich |
| PF30, Pressfit 30                                                                                   | 46                                                                   | 68 mm (Rennrad), 73 mm oder 83 mm (MTB)                                          | Die Kugellager befinden sich in Schalen (meist aus glasfaserverstärktem Polyamid (Nylon)) | Hohlwelle Ø 30 mm (wie BB30) |
| 386 EVO                                                                                             | 46                                                                   | 86,5 mm (MTB)                                                                    | eine Variante des Pressfit-30-Lagers, verwendet dieselben Lagerschalen | Hohlwelle Ø 30 mm (wie BB30) |

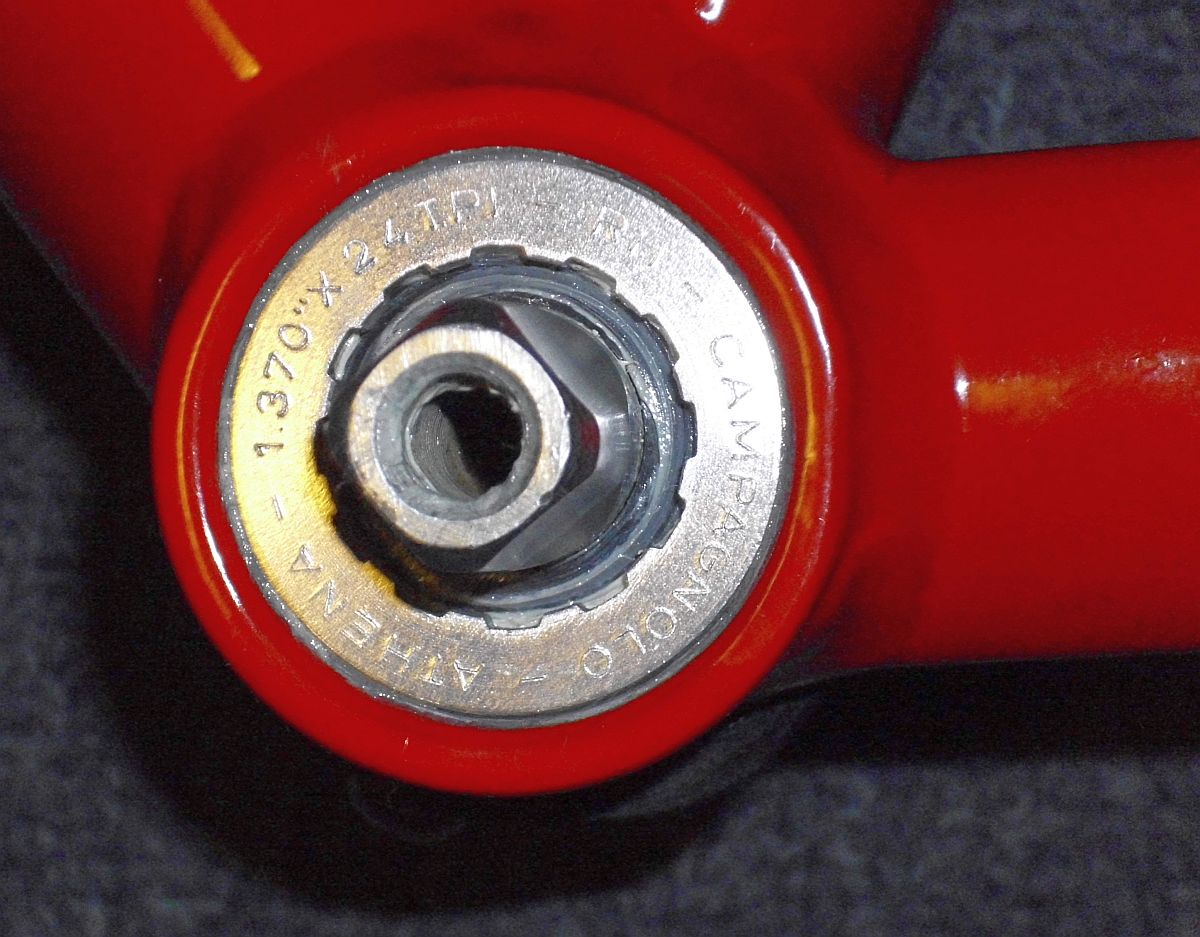
Vierkantinnenlager mit BSA-Gewinde und ISO-Vierkantwelle. Ohne Konterring zur Justage der Lagerschale, daher wohl ein Industrie- oder Patronenlager.

Vierkantinnenlager mit ITA-Gewinde, Konterring und ISO-Vierkantwelle. Nach dem Lösen des äußeren Konterrings kann das Lagerspiel eingestellt werden, indem die Lagerschale mit einem speziellen Schlüssel an den vier Bohrungen herein- oder herausgeschraubt wird.

- Die Befestigungsarten in der ersten Hälfte der Tabelle bis einschließlich des Fauber-Lagers wurden ursprünglich bei klassischen Konuslagern verwendet. Heute werden Tretlagergehäuse dieser Art meist mit Patronenlagern oder mit Industrielagern (Rillenkugellager) bestückt.
 Die neueren Befestigungsarten in der zweiten Hälfte der Tabelle sind nicht für die Verwendung mit Konuslagern vorgesehen. Diese werden grundsätzlich mit Industrielagern bestückt.
- ENG und FRA sind manchmal nicht eindeutig zu unterscheiden. Hier hilft nur vorsichtiges Probieren.
- Glockenlager hatten eine Vierkant-, seltener Sechskant-Aufnahme für die Kurbeln und die namensgebenden gewölbten Staubkappen. Sie wurden abgelöst durch Thompson-Lager, zunächst mit Keilbefestigung und später ebenfalls mit Vierkantaufnahme der Kurbeln und kantigen Staubkappen. Verwendet werden Kugeln mit 1/4 Zoll (6,35 mm) Durchmesser. Optisch unterscheiden sich Thompson-Lager von den verbreiteten Konus- und Patronenlagern durch die kleinere Kontermutter, die auf der Welle sitzt (statt auf den äußeren Lagerschalen) und somit ebenso wie die Staubkappe beim Treten rotiert.
- Rechte Lager mit Rechtsgewinde können sich selbsttätig herausdrehen und sollten dann mit Schraubensicherung oder einer Kontermutter gesichert werden.

- Übliche Wellenlängen bei Innenlagern mit integrierter Welle (Patronenlager): 103 – 107 – 110 – 113 – 116 – 119 – 122 – 132; Zwischengrößen möglich.

- Gehäuse nach BB30 und PF30 sind für BB30-Kurbeln vorgesehen, können aber für andere Systeme reduziert werden.
- OS-BB-Tretlagergehäuse sind nicht mit BB30-Kurbeln kompatibel, können aber ebenfalls reduziert werden.

## Einbau und Wartung
Die meisten Tretlager wurden traditionell mit einem Feingewinde im Fahrradrahmen befestigt. Beim Einbau sollten Innen- und Außengewinde gründlich gefettet werden, da es sich sonst oft schwierig gestaltet, die Verschraubung später wieder zu lösen. Wird das Lager erst nach vielen Jahren getauscht, ist das Herausschrauben mit einfachen Mitteln oft nicht mehr möglich. Um mit dem Werkzeug nicht abzurutschen, ist es sinnvoll dieses mithilfe einer in die Welle gedrehten Schraube und einigen großen Unterlegscheiben oder notfalls einer Schraubzwinge zu sichern. Wenn auch ein verlängerter Hebelarm oder die Verwendung eines Schlagschraubers keinen Erfolg bringt, bietet es sich an, das Tretlagerwerkzeug in einen Schraubstock einzuspannen und das komplette Fahrrad horizontal über den Schraubstock zu legen. Zwei Personen können dann den Rahmen des Rads greifen und ihn um das Tretlager drehen. Schließlich kann das Tretlagergehäuse mit einer Flamme erhitzt werden. Ein schnelles Erwärmen führt zur thermischen Ausdehnung des Gehäuses, während die Lagerschale zunächst noch kühl bleibt. Danach muss oft der verbrannte Lack entfernt werden, um Rostschutzmittel und eine neue Beschichtung aufzubringen.

## Lagertypen
Innenlager besitzen jeweils ein Wälzlager an der rechten und eines an der linken Seite der Tretlagerwelle, in seltenen Fällen auch jeweils zwei. Die traditionell verwendeten Konuslager wurden bei Neurädern ab 1975 durch Rillenkugellager (Industrielager) und ab 1994 durch Patronenlager ersetzt. Trotz größerer Fertigungstoleranzen besitzen Konuslager in der Regel die längste Lebensdauer, da eine größere Anzahl von Kugeln mit einem zudem größeren Durchmesser verwendet wird und das Lagerspiel mehrfach nachgestellt werden kann. Wohl aufgrund der beschränkten Haltbarkeit der im Tretlagergehäuse innerhalb des Rahmens eingebauten Industrie- und Patronenlager wurden die Lager bei neueren Fahrrädern oft außerhalb des eigentlichen Tretlagergehäuses positioniert. Dies vereinfacht die Montage und es können größere Rillenkugellager verwendet werden. Durch die Vergrößerung des Abstands zwischen den Lagern (Stützweite) verringern sich die auf die Lager wirkenden Kräfte.

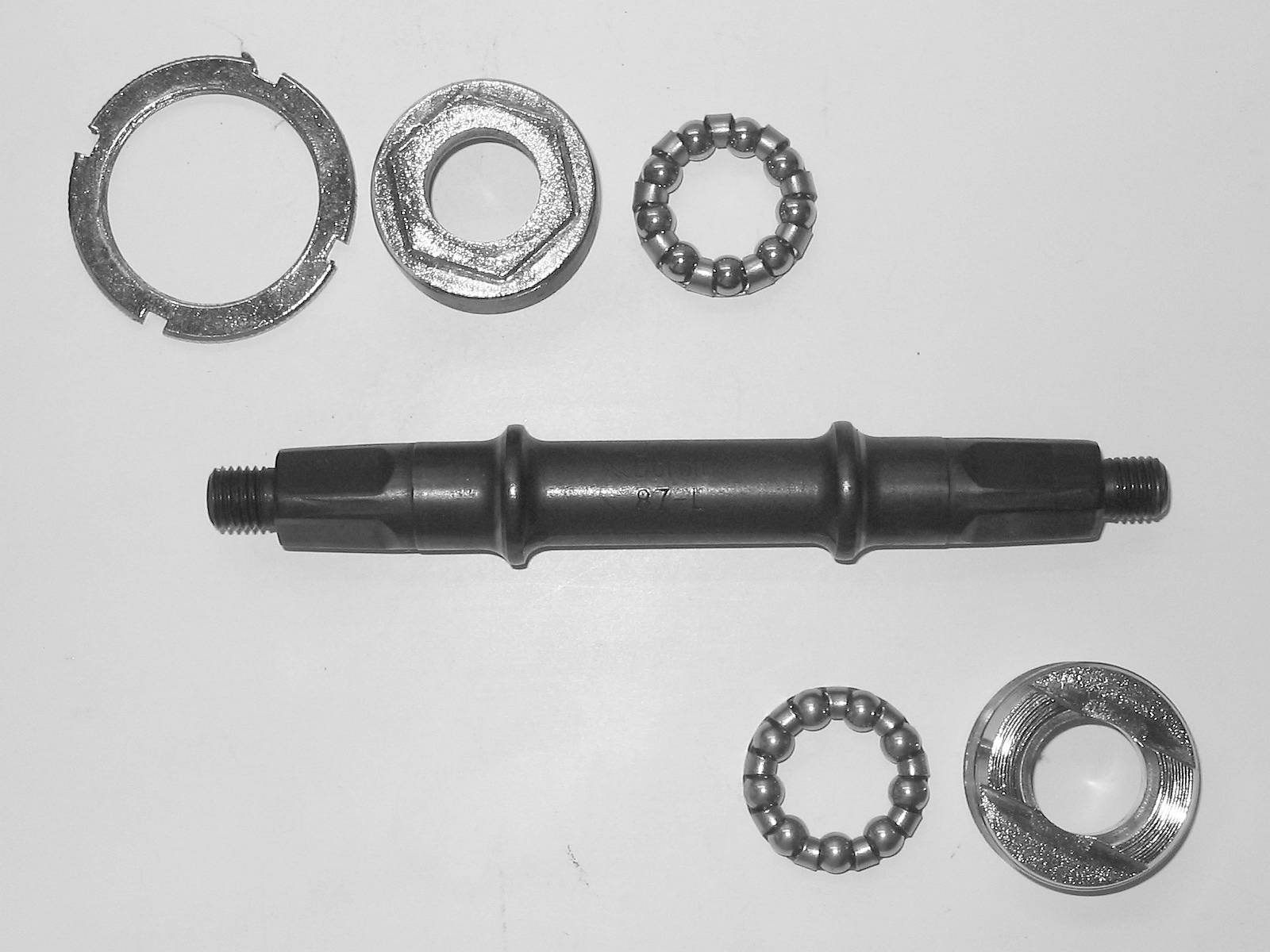
Beim typischen Konuslager werden die Laufflächen für die Kugeln in Form von außen angeschrägten Wülsten („Konus“) mit konkav geformter Laufbahn beim Schmieden unmittelbar auf der Tretlagerwelle angeformt. Die Lauffläche wird anschließend gehärtet.

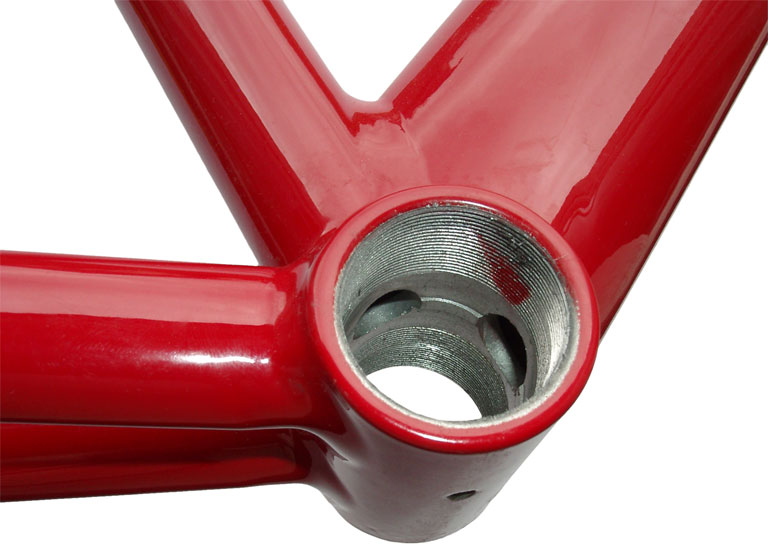
Tretlagergehäuse. Sichtbar sind die beiderseits eingeschnittenen Gewinde (links ein normales Rechtsgewinde und rechts meist ein Linksgewinde), die Belüftungsöffnungen zu Sitz- und Unterrohr und die unterseitige Bohrung zur Entwässerung bzw. zur Befestigung der Brems- und Schaltzugführung.

Beim Austausch der traditionellen und bis nach der Jahrtausendwende üblichen Innenlager sind verschiedene Merkmale zu vergleichen (siehe Tabelle oben):
- Gehäusebreite meist 68 mm, bei italienischen Lagern 70 mm, bei einigen US-Mountainbikes 73 mm,
- auf der rechten Seite des Gehäuses befindet sich in der Regel ein Linksgewinde 1,37×24, bei italienischen Lagern jedoch ein Rechtsgewinde 36×24, bei Glocken- und Thompson-Lagern hat das Gehäuse kein Innengewinde
- Länge der Welle,
- Art der Kurbelbefestigung (Keil, Vierkant, Vielzahn) und der Außendurchmesser der Lagerschalen (BSA und FRA-Lager mit Linksgewinde auf der rechten Seite lassen sich nur mit Gewindelehre oder durch versuchsweises Einschrauben der Lagerschale unterscheiden).

### Klassisches Konuslager
Traditionell wurden Konuslager mit losen oder in Käfigen gehaltenen Kugeln verwendet, die zusammen mit Lagerfett in Lagerschalen eingesetzt wurden und eine lange Lebensdauer besaßen. Als Konus wird beim Fahrrad die Lauffläche der Kugeln bezeichnet, da diese in Form eines kurzen Kegelstumpfs angeschrägt war, um im Lager Axial- und Radialkräfte zugleich aufnehmen zu können.
Beim Konuslager handelt es sich um ein Schrägkugellager, das traditionell auch in Fahrradnaben und im Steuersatz eingesetzt wird.
Die gehärteten Tretlagerschalen dienen als Lauffläche für die Kugellager-Kugeln und werden in das Tretlagergehäuse eingeschraubt. Die Kugeln werden oft durch einen Blechkäfig (Lagerkäfig) zusammengehalten. Da die Kugeln unmittelbar zwischen Tretlagerachse und Lagerschale laufen, können mit einem Durchmesser von meist 6,35 mm (1/4") wesentlich größere Kugeln als bei modernen Lagerarten verwendet werden.
Konuslager sind häufig nicht so gut abgedichtet wie moderne Lagervarianten, erreichen aber längere Lebensdauern als innenliegende Industrie- oder Patronenlager, da sie nachstellbar sind, größere Kugeln enthalten und aufgrund des größeren Lagerabstands weniger stark belastet werden. Moderne außenliegende Lager besitzen einen noch größeren Lagerabstand.
Konuslager werden vermutlich wegen des zusätzlichen Arbeitsschritts zum Einstellen des Lagerspiels in der Großserienfertigung nicht mehr verwendet.
Das Lagerspiel wird beim Konuslager gewöhnlich an der linken Lagerschale eingestellt. Die Lagerschale wird soweit in das Tretlagergehäuse geschraubt, bis die Achse gerade kein Spiel mehr aufweist. Beim Drehen der Kurbeln darf noch kein erhöhter Widerstand spürbar sein.

Die rechte Lagerschale besitzt oft einen Bund, der beim Einschrauben ins Tretlagergehäuse als Anschlag dient.
In den meisten Fällen besitzt die rechte Lagerschale ein Linksgewinde. Wenn das Gewinde ein zu großes Spiel besitzt, könnte die rotierende Abrollbewegung (Walkbewegung) der Gewindegänge der Lagerschalen sonst dazu führen, dass sich der Konterring löst und die Gewindeschale allmählich herausschraubt (entgegen der Drehrichtung der Tretkurbeln).
Aufgrund des großen Gewindedurchmessers und der feinen Gewindegänge der Tretlagerschalen ist die Gefahr des selbsttätigen Herausschraubens jedoch geringer als etwa bei den Pedalen, die auf der linken Seite unbedingt mit einem Linksgewinde versehen werden müssen. Wesentlich häufiger kommt es vor, dass sich eine beim Einschrauben unzureichend gefettete Lagerschale nach dem Entfernen der Kontermutter überhaupt nicht mehr lösen lässt.
Zur Innenseite des Tretlagergehäuses hin sind Konuslager nicht abgedichtet. Wasser, das etwa durch das Sattelrohr in den Rahmen läuft, kann sich mit dem Lagerfett vermischen und zu Korrosion führen, wenn das Tretlager keine Entwässerungsöffnung besitzt. Oft wird eine Kunststoffhülse über die Achse geschobenen, die einem Faltenbalg ähnelt, und die Lager vor von oben eintretender Feuchtigkeit schützt.
Bei Anzeichen eines unsauberen Laufs muss das Lager gewartet werden, indem es zerlegt, gesäubert und Konus und Kugeln mit neuem Lagerfett eingesetzt werden. Knackgeräusche deuten auf lose Metallpartikel hin. Nach dem Säubern sollten die Oberflächen von Laufringen und Kugeln auf Beschädigungen untersucht werden. Kugeln, Lagerschalen oder Tretlagerwelle mit Grübchen sollten ausgetauscht werden. Idealerweise wird ein kompletter Satz neuer Kugeln erworben, da die Hersteller die Kugeln nach genauen Abmessungen zusammenstellen.
Lagerschalen und deren Sicherungsringe haben oft nur schmale, abgeflachte oder genutete Seitenflächen, um das Montagewerkzeug anzusetzen. Wurden die Gewinde bei der Montage nicht ausreichend gefettet, dann sitzen Schalen und Ringe nach einigen Jahren oft so fest, dass sie nur noch mit Spezialwerkzeugen oder besonderen Hilfsmitteln gelöst werden können. Lagerschalen aus Stahl mit abgeflachten Seitenflächen können in einen hochwertigen Schraubstock mit scharfkantigen, parallelen Backen eingespannt werden, um die Lagerschalen durch Drehen des gesamten Rahmens lösen zu können.
Traditionelle Konuslager lassen sich durch Patronenlager oder Lagersets mit Industrielagern ersetzen.

#### Konuslager mit eingeschlagener Lagerschale und geschraubtem Konus (Glocken- bzw. Thompsonlager)
Die früher verwendeten Glockenlager und deren Nachfolger, die Thompson-Tretlager, sind an einem Gewinde auf der Tretlagerwelle sowie einer mitdrehenden Haube bzw. Glocke erkennbar, welche das Lager abdeckt.
Bei der Montage werden zunächst die Lagerschalen in das Tretlagergehäuse eingeschlagen, bevor man Welle und Kugellager einsetzt. Der rechte Konus wird dann entweder per Rechtsgewinde auf die Tretlagerwelle geschraubt oder er ist fest mit der Welle verbunden. Der linke Konus wird auf die Welle geschraubt, auf der sich ein Linksgewinde befindet. Dann folgen die mitdrehende Staubkappe, ein Zwischenring, der gewöhnlich durch einen innenliegenden Zahn gegen Verdrehen gesichert ist, und eine Kontermutter.
Die Staubkappen der älteren Lager dieser Art sind abgerundet, verchromt und haben die Form der namensgebenden „Glocke“, die von außen über das Tretlagergehäuse greift und sich mit der Tretlagerwelle dreht. Bei den neueren Thompsonlagern ist die Staubkappe flach, deutlich unauffälliger und auf der rechten Seite teilweise gar nicht sichtbar. Die Kontermutter ist deutlich kleiner als bei Konuslagern mit geschraubter Lagerschale, da sie auf der Welle und nicht außen auf der Lagerschale sitzt. 
Glockenlager waren bereits über einen Vierkant auf der Welle mit der Kurbel verbunden, der allerdings eine kleinere Seitenlänge hatte als heutige Vierkantverbindungen. Zum Entfernen der Kurbel wird ein spezieller Abzieher verwendet, der von außen um die Kurbel greift und sie von der Welle zieht.
Glocken- und Thompsonlager lassen sich durch Patronenlager ersetzen, deren Lagerschalen kein Gewinde auf der Außenseite besitzen und in das Tretlagergehäuse eingeschlagen oder gepresst werden. Der Ausbau geschieht durch Schlagen auf die Tretlagerwelle.

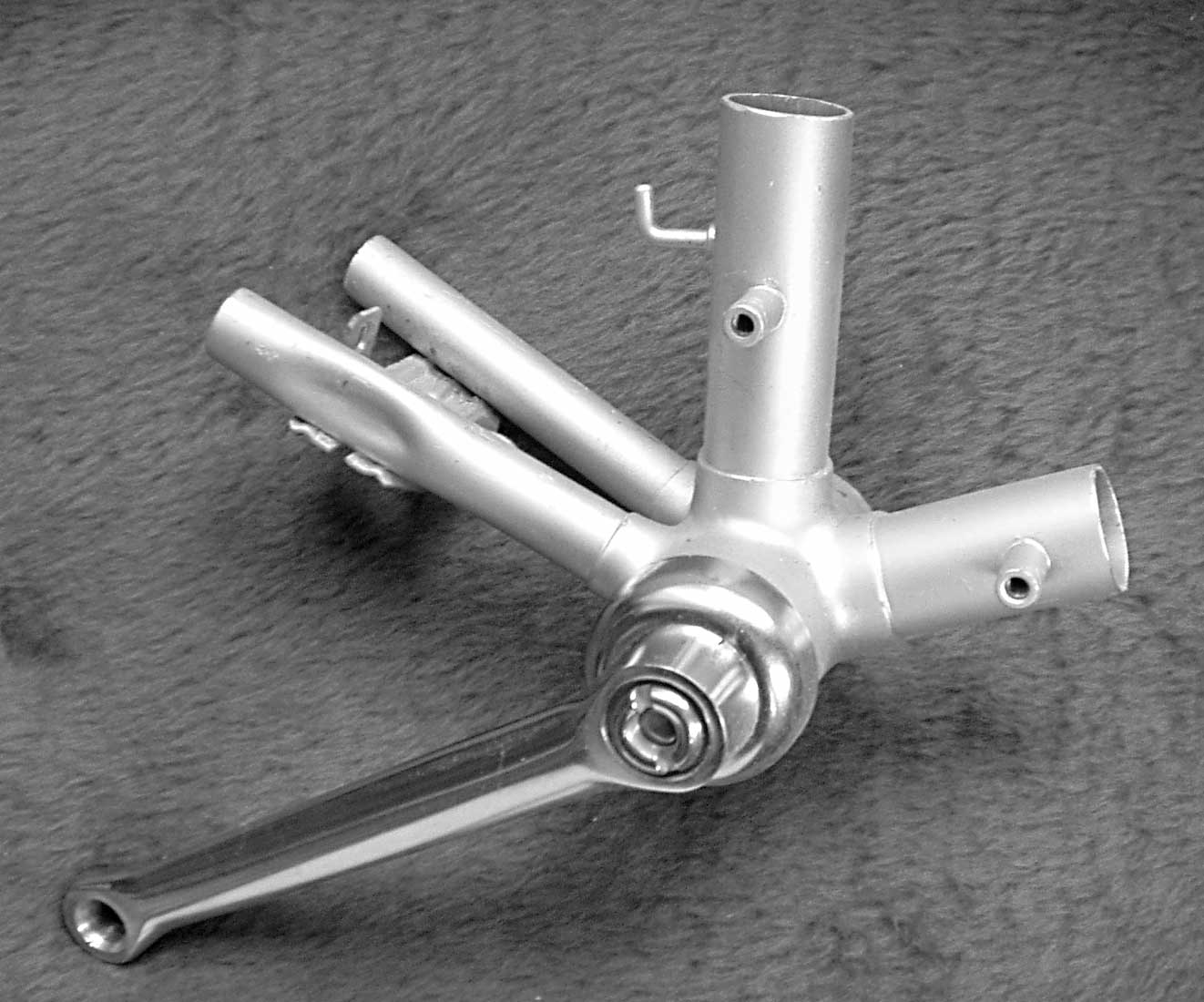
Historisches Glockenlager am Tourenrad
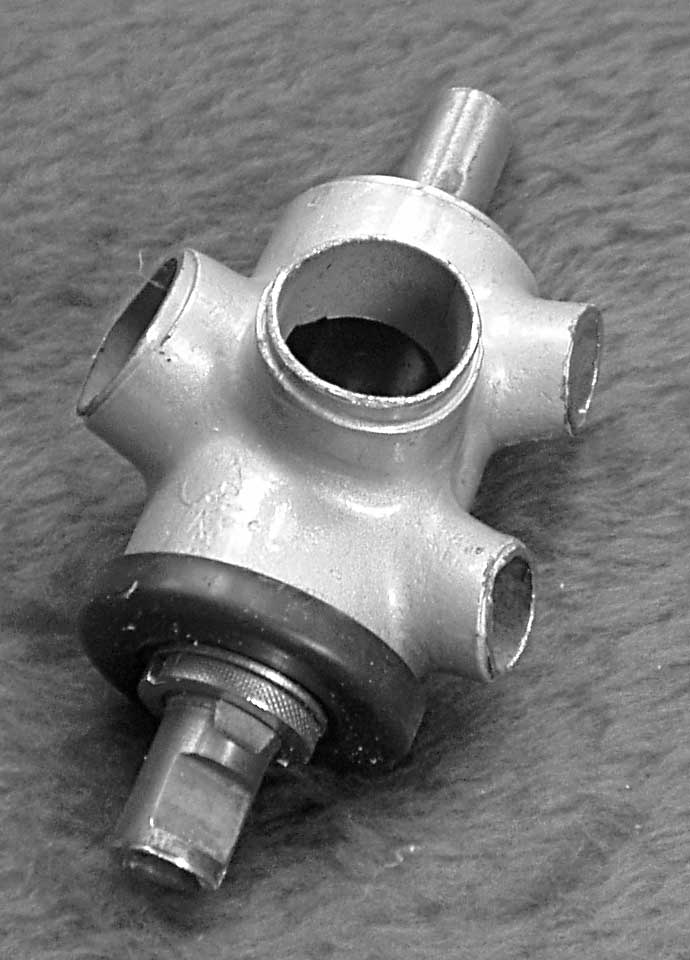
Thompson-Keillager, DDR-Tourenversion
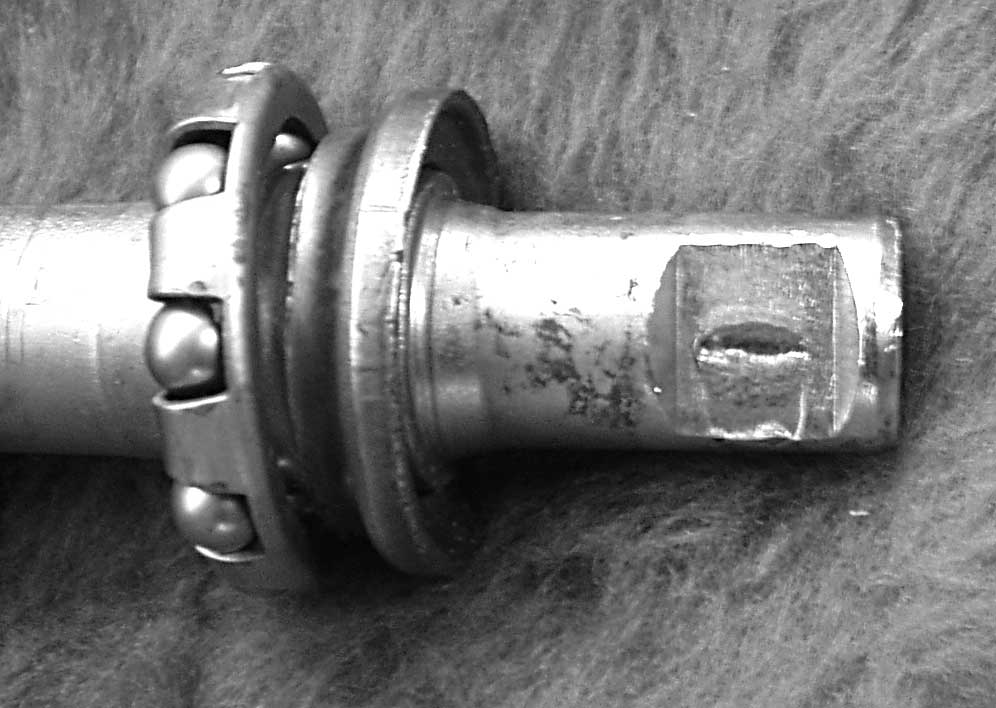
Typische Verformung der linken Seite bei falsch herum eingeschlagenem Kurbelkeil
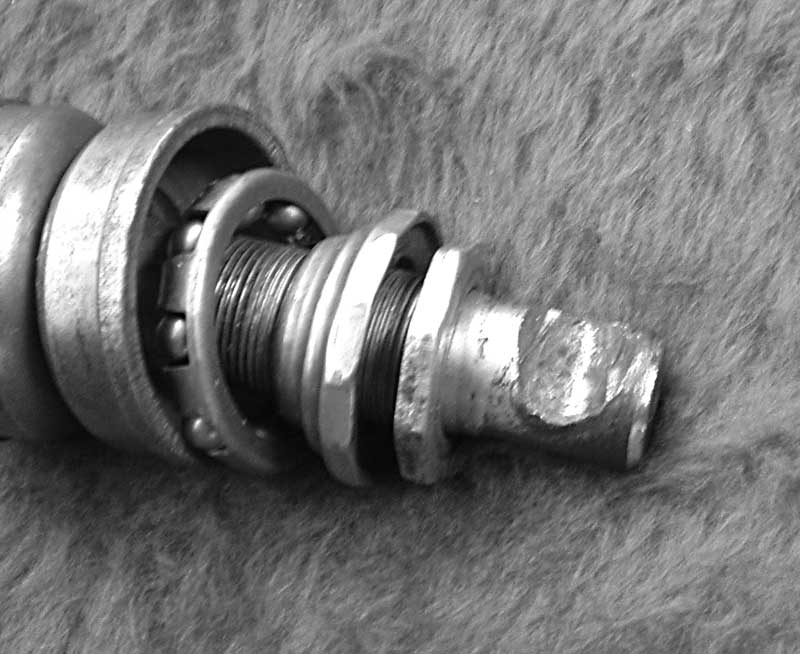
Verformung der rechten Tretlagerseite eines Thompson-Lagers
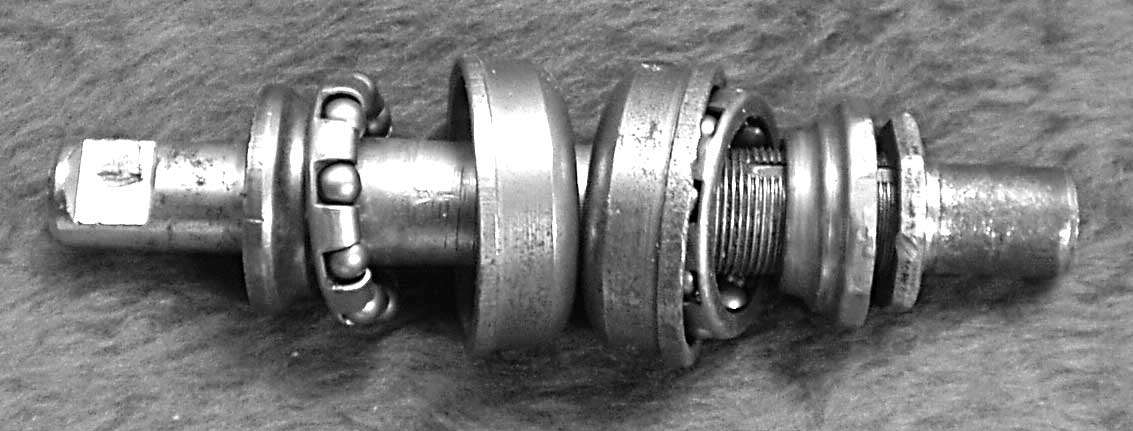
Thompson-Lager mit Keilachse und Schlagschalen

### Industriekugellager

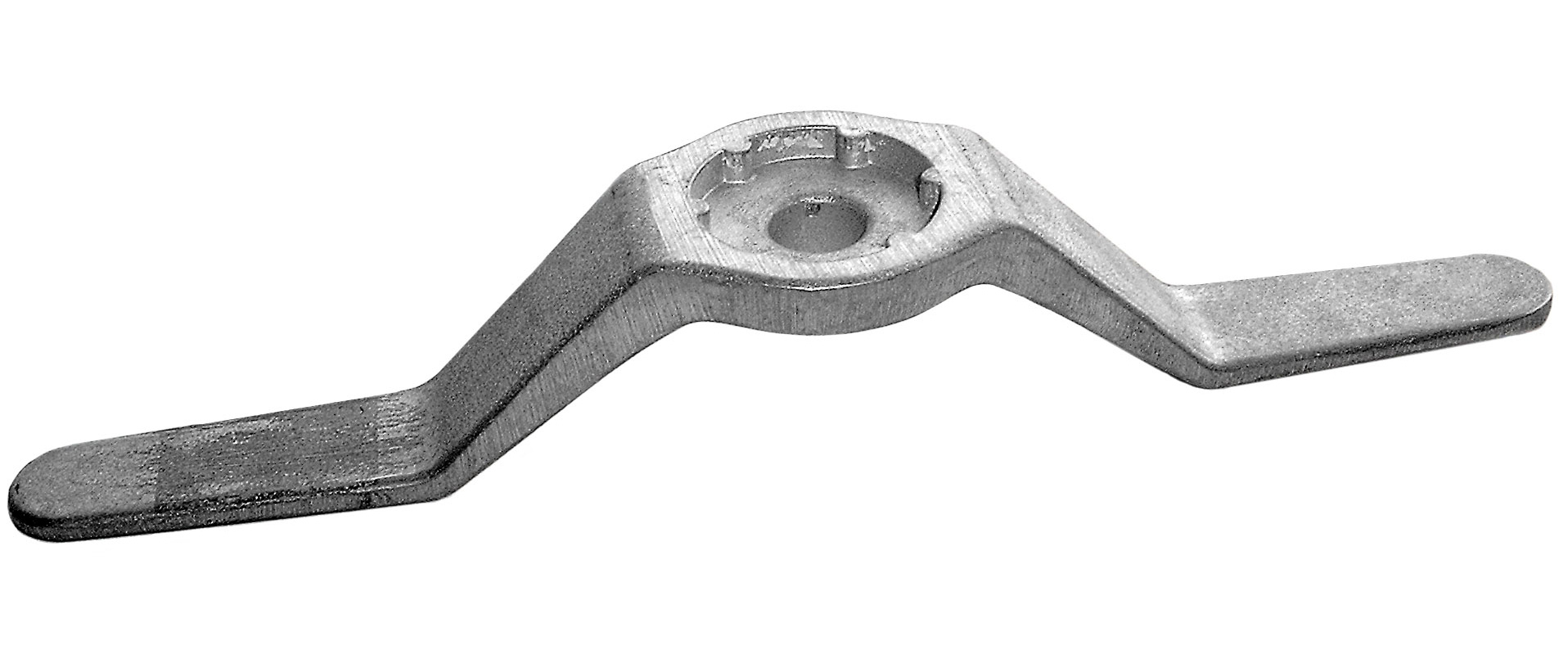
Schlüssel des Herstellers FAG zum Einschrauben von Kunststoff-Lagerschalen mit sechs halbrunden Nuten

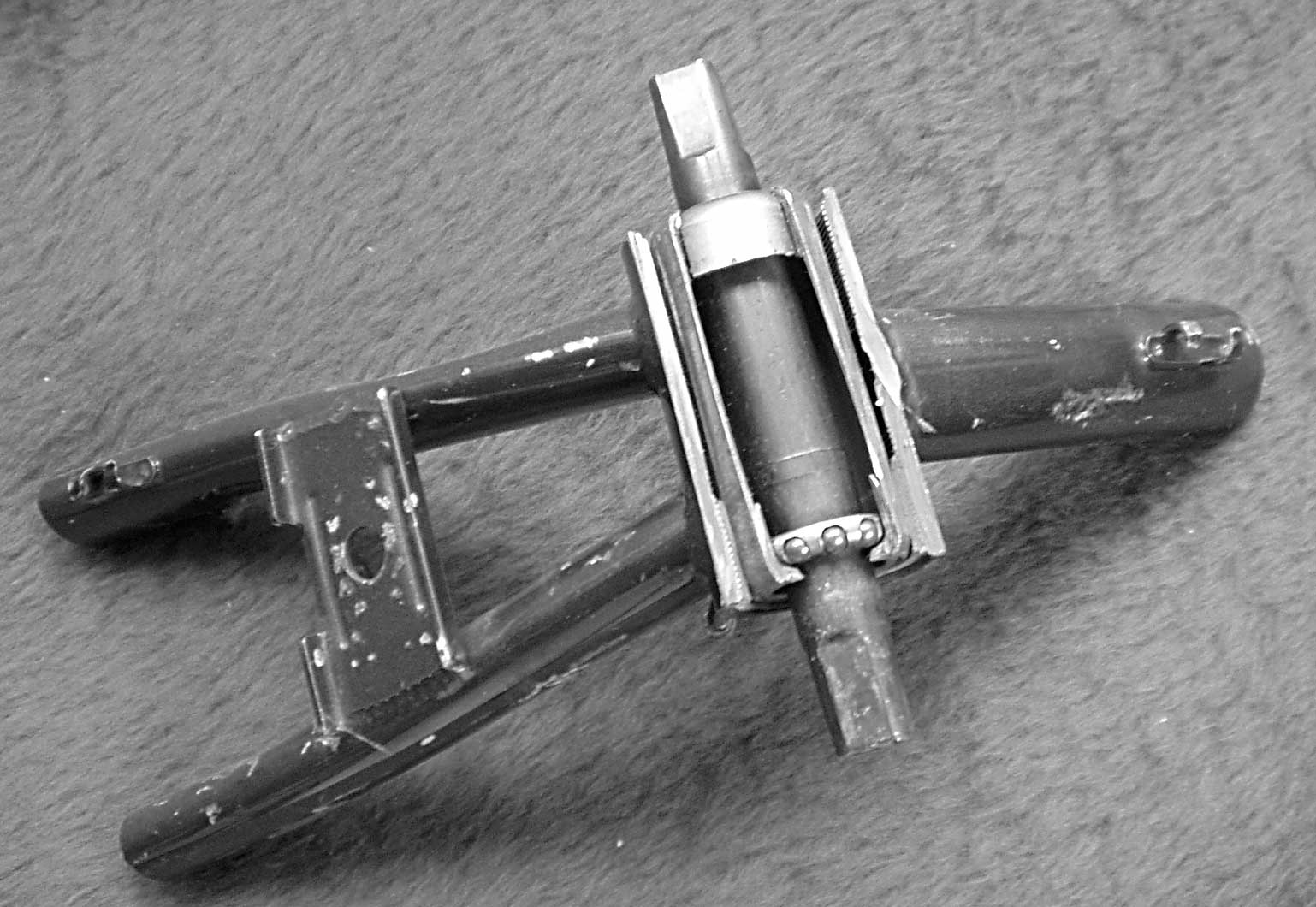
Schnittmodell eines frühen Patronenlagers. Sichtbar sind von außen nach innen:
– Das Tretlagergehäuse des Rahmens,
– die eingeschraubte untere Gewindeschale (die obere fehlt) zur Befestigung der Lagerpatrone im Tretlagergehäuse (der zum Ansetzen des Montagewerkzeugs notwendige, vorstehende Rand ist nicht erkennbar),
– das Gehäuse des vorgefertigten Kompaktlagers, die sogenannte Patrone,
– die in die Lagerpatrone eingelegte, gehärtete Lagerschale (Außenring eines Schrägkugellagers),
– der Kugelring,
– der Konus (nicht sichtbar, Innenring eines Schrägkugellagers), der auf der
– geschmiedeten und gehärteten Tretlagerwelle angeformt ist.

Als Industrielager werden die als Maschinenelemente standardisierten Wälzlager bezeichnet, die mit innerem und äußerem Laufring eine Einheit bilden und im Tretlager meist in der Ausführung als Rillenkugellager mit Dichtscheiben verwendet werden. Da die Kugeln im inneren und äußeren Laufring in Rillen laufen, können die Lager auch Axialkräfte aufnehmen. Berührungslos laufende Dichtscheiben (meist aus Metall) verhindern im Gegensatz zu schleifenden Dichtscheiben (meist aus Kunststoff) nicht das Eindringen von Feuchtigkeit.
Auf der Welle befinden sich statt der konischen Laufflächen für die Kugeln zylindrische Passflächen als Lagersitz, auf welche die Innenringe der Kugellager geschoben werden. Die äußeren Laufringe der beiden Kugellager werden durch eingeschraubte oder eingepresste Schalen im Tretlagergehäuse fixiert.
Durch die präzise Fertigung der Industriekugellager ist ein verringerter Drehwiderstand zu erwarten. Durch den deutlich geringeren Kugeldurchmesser ergibt sich im Allgemeinen jedoch eine geringere Lebensdauer, zumal die Kugellager im Gegensatz zu Konuslagern nicht nachgestellt werden können.
Es können beidseitig abgedichtete Industriekugellager (Wälzlager) verwendet werden, die im Gegensatz zum klassischen Konuslager auch zum Inneren des Tretlagers hin wasserdicht sind. Die gleitenden Lippendichtringe führen zu einem leicht erhöhten Drehwiderstand.
Die Innengewinde des Tretlagergehäuses sollten zueinander fluchten, um die Rillenkugellager beim Einschrauben der Lagerschalen nicht zu verspannen. Falls zwischen den Außenringen der beiden Industriekugellager keine starre Abstandshülse montiert wird, dürfen die Lagerschalen nur vorsichtig und gerade so weit eingeschraubt werden, dass der leichte Lauf der Lager nicht beeinträchtigt wird. Wie beim Konuslager werden die Gewindeschalen mit Konterringen gesichert.

### Patronenlager
Patronenlager sind der heute am meisten verwendete Lagertyp bei Fahrrädern. Die beiden Wälzlager werden vom Hersteller zusammen mit der Tretlagerwelle in einen Zylinder (die Patrone) eingesetzt, justiert und eingepresst. Dadurch sind die Lager nach innen hin dicht. Bei der Montage muss das Lager nicht justiert werden. Konterringe wie bei Konus- und Industrielager sind nicht mehr nötig, da die beiden Halteschalen fest gegeneinander verspannt oder gepresst werden können. Patronenlager können nicht gewartet werden.
Die Größe der Kugeln liegt zwischen denen des Konuslagers und denen der Industriekugellager.
Der Drehwiderstand ist aufgrund der weniger präzisen Fertigung und der mangelnden Einstellmöglichkeit in der Regel höher als bei den anderen Lagern.
Die Lebensdauer hängt von der Fertigungs- und Materialqualität ab, ist aber immer geringer als die eines Konuslagers, das gereinigt, nachgespannt und neu gefettet werden kann.
Wenn sich ein größeres Lagerspiel einstellt, muss im Gegensatz zu den anderen Bauformen das komplette Patronenlager samt Achse ausgetauscht werden.
Die Patrone wird meist mit zwei Gewindeschalen und einem Anzugsdrehmoment von 35 bis 45 Nm in das Tretlagergehäuse eingeschraubt. An der rechten Seite der Patrone ist oft ein Gewinde integriert, so dass die rechte Gewindeschale entfällt. Gewindeschalen aus Kunststoff werden mit speziellen Schlüsseln montiert. Um das Abrutschen des Schlüssels zu verhindern, sollte er an die Gewindeschale angedrückt werden, indem beispielsweise die Kurbel wieder aufgesetzt und leicht angeschraubt wird. Ist die Welle durchgehend hohl, kann statt Schraube auch ein Schnellspanner verwendet werden.
Auch Patronenlager sind mit unterschiedlich langer Welle erhältlich, um die Kettenlinie – den Abstand der Kette zur Mitte des Fahrradrahmens – je nach Wunsch des Fahrers variieren zu können.
Eine Variante, deren äußere Halteschalen statt eines Außengewindes ein Innengewinde besitzen oder lediglich eingeschlagen bzw. -gepresst werden, dient zum Austausch von Glocken- oder Thompson-Tretlagern (Reparaturlager).
Im Patronenlager befinden sich entweder klassische Konuslager (siehe Bild) oder beiderseits je ein eingepresstes Industriekugellager (Rillenkugellager), meist mit Schutzring abgedichtet. Die Achse hat üblicherweise einen Durchmesser von 16 mm. Folglich sind folgende Kugellager verbaut: BB 163110 – 2RS mit einem Außendurchmesser von 31 mm, Innendurchmesser von 16 mm und 10 mm Breite.
Da beim Patronenlager die Patrone das Lager vollständig umschließt, ist die Genauigkeit des Sitzes im Tretlagergehäuse nicht erheblich. Die korrekte Ausrichtung der Kugellager und der Welle zueinander wird durch die Patrone gewährleistet. Diese Lager sind in der Massenfertigung verbreitet, wenn auch die Lebensdauer eines klassischen Konuslagers nicht erreicht wird.

### Außenliegende Lager, geschraubt
Bei diesem 2004 von Shimano eingeführten Typ liegen die Lager außerhalb des Tretlagergehäuses – die Bezeichnung „Innenlager“ ist hierfür also unangebracht. Der große Abstand der beiden Lager voneinander soll das Verhältnis der Stabilität zum Gewicht der Konstruktion verbessern. Solche Lager gibt es für unterschiedliche Gehäusegewinde, also auch BSA und ITA.
Im Gegensatz zu anderen Systemen bildet die Tretlagerwelle keine Einheit mit dem Innenlager; vielmehr wird die Tretlagerwelle durch die beiden Lager gesteckt. Beim Einbauen ist darauf zu achten, dass die beiden Lager exakt parallel stehen. Ansonsten reduziert sich die Lebensdauer der Lager erheblich. Es ist daher unerlässlich, das Tretlagergehäuse an beiden Enden plan zu fräsen.
Shimano hat diesen Lagertyp unter dem Begriff Hollowtech II oder HT II eingeführt, um zu verdeutlichen, dass sowohl die Kurbeln als auch die Tretlagerwelle hohl sind (engl. hollow). Bei den preisgünstigeren Gruppen sind die Kurbeln jedoch nicht hohl, sodass diese Garnituren nicht mit Hollowtech II bezeichnet werden, obwohl dieselbe Lagertechnik zum Einsatz kommt. Umgangssprachlich wird der Lagertyp dennoch als Hollowtech II bezeichnet. Truvativ nennt diesen Lagertyp GXP, als Abkürzung für Giga X-Pipe. Bei FSA heißt dieses System Mega Exo.
Bei außenliegenden Lagern ist der rechte Kurbelarm meist fest mit der Welle verbunden, während die linke Kurbel aufgesteckt und anschließend durch das Anziehen zweier Schrauben verklemmt wird (siehe Abschnitt Feste Verbindung zu einem Kurbelarm).

#### Durchmesser moderner Tretlagerwellen von 22, 24 oder 24,07 mm
Obwohl die Varianten Hollowtech II, GXP und Mega Exo Tretlagerwellen mit einem Durchmesser von 24 mm erfordern, sind die Standards untereinander nicht kompatibel. So beläuft sich der Durchmesser der Mega-Exo-Tretlagerwellen auf 24,07 mm und passt daher nicht in GXP- und Hollowtech-II-Lager.
GXP-Lager besitzen auf der Antriebsseite eine Öffnung mit 24 mm Durchmesser und auf der Nicht-Antriebsseite 22 mm. Aus diesem Grund sind Hollowtech-II- und Mega-Exo-Kurbelgarnituren auch hier nicht kompatibel. Beim Hollowtech-II-Format von Shimano haben beide Lager eine Öffnung von 24 mm, jedoch bildet dies auf der Nicht-Antriebsseite ein Spiel von 2 mm unter Einsatz einer GXP-Kurbelgarnitur, während Mega-Exo-Kurbelgarnituren wegen des höheren Durchmessers der Welle generell nicht passen.
Die Hersteller der unterschiedlichen Kurbelgarnituren Shimano, FSA und Truvativ (SRAM) verweisen stets auf die Nutzung der jeweils passenden Lager der eigenen Marken, um eine vollständige Kompatibilität zu garantieren. Aufgrund der Abweichungen und Inkompatibilitäten kann der 24×37-Standard für BSA-Kurbelgehäuse in der Praxis nicht als Standard bezeichnet werden.

### Außenliegende Lager, eingepresst
In diesem Fall hat das Tretlagergehäuse keine Gewinde, ebenso wenig die Lager. Diese werden in das Tretlagergehäuse gepresst. Bei den Pressfit-Ausführungen befindet sich das Lager in einer Schale, die eingepresst wird. Statt einer Welle mit einem Außendurchmesser von 30 mm lässt sich mithilfe von Adapterringen in der Regel auch eine Welle mit 24 mm Durchmesser einsetzen.

#### Lager BB30
Gehäusedurchmesser 42 mm, Gehäusebreite 85/83/73/68 mm. Ursprünglich für Innenlager-Wellen mit einem Durchmesser von 30 mm.

#### Pressfit30 (PF30)
Gehäusedurchmesser 46 mm, Gehäusebreite 83/73/68 mm. Die Lagerschale (mit darin liegendem Lager) wird eingepresst. Innenlager-Wellendurchmesser 30 mm.

#### Pressfit BB86
Für Rennräder. Gehäusedurchmesser 41 mm, Gehäusebreite 86,5 mm. Die Lagerschale mit Lager wird eingepresst. Innenlager-Wellendurchmesser 24 mm.

#### Lager BB90
Gehäusedurchmesser 37 mm, Gehäusebreite 90,0 mm. Innenlager-Wellendurchmesser 24 mm.

#### Pressfit BB92
Gehäusedurchmesser 41 mm, Gehäusebreite 92 oder 89,5 mm. Die Lagerschale mit Lager wird eingepresst. Innenlager-Wellendurchmesser ursprünglich 24 mm.

## Verbindung von Tretlagerwelle und Kurbeln

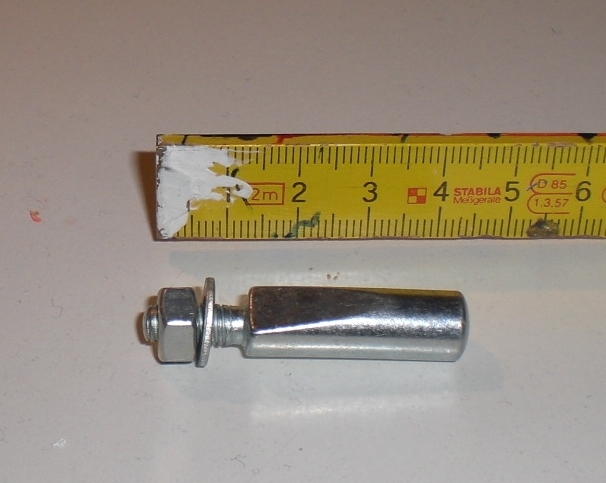
Tretlager-Keil

Es gibt inzwischen zahlreiche Systeme, die Tretkurbeln mit der Welle zu verbinden. Sofern Welle und Kurbeln nicht aus einem Stück geschmiedet sind, werden die Kurbeln jeweils auf die Welle des Innenlagers aufgesteckt.
Keilverbindung
Bei einfachen Rädern bis zur Jahrtausendwende üblich. Montage ohne besondere Werkzeuge möglich. Etwas Geschick ist erforderlich, um den aus weichem Stahl gefertigten Keil beim Anziehen und Ausschlagen nicht zu beschädigen. Der Keil sollte gelegentlich etwas nachgeschlagen werden, da ein loser Keil die Anlagefläche der Achse abnutzt, worauf ein fester Sitz nicht mehr erreicht werden kann.
Vierkantverbindung
Bewährte Verbindung, die zur Demontage ein einfaches Abziehwerkzeug guter Qualität erfordert. Werden Befestigungsschraube bzw. -mutter nicht ausreichend fest angezogen, können sich die angeschrägten Verbindungsflächen abnutzen.
Vielzahnverbindung („Spline“ > Octalink V1/V2, ISIS) mit aufgechobener Kurbel
Zum Auf- und Abziehen ist jeweils ein spezielles Werkzeug erforderlich (zum Aufziehen hilfsweise eine Gewindestange mit Unterlegscheiben und Muttern). Wenn der auf den Vielzahn geschobene Kurbelarm nicht mit enger Toleranz aus einer hochwertigen Aluminiumlegierung gefertigt wird, lockert sich die Verbindung mit der Zeit, was einen Austausch des Kurbelarms erforderlich macht.
Vielzahnverbindung mit (geschraubter) Klemmung an der Kurbel
Robuste und dauerhafte Verbindung. Zur Montage ist lediglich ein Inbusschlüssel erforderlich.

### Keil-Verbindung
Der Kurbelkeil ist ein einseitig angeschrägter zylindrischer Bolzen, der in eine quer zur Tretlagerwelle liegende Bohrung in der Tretkurbel geschlagen wird und an einer Abflachung der Tretlagerwelle anliegt. Eine Mutter sichert den Keil. Die Keilbefestigung ist gegelegentlich nachzuschlagen, um zu verhindern, dass sie sich lockert.
Zum Ausbau des Keils wird die Mutter nur gerade soweit gelöst, dass ihre Außenfläche mit dem Ende des Gewindes des Keils abschließt. Wird auf das Gewinde geschlagen, ohne die Mutter noch darauf zu belassen, verformt es sich und wird unbrauchbar. Wenn sich der Keil nicht mit mäßig kräftigen Hammerschlägen lösen läßt, sollte die Kurbel beim Schlagen von unten unterstützt werden, um das Lager nicht zu beschädigen. Beispielsweise kann ein Rohr die Kurbel zum Boden hin abstützen.
Sollte sich der Keil so nicht heraustreiben lassen, muss eventuell das Gewinde abgesägt und ein Durchtreiber am Keil angesetzt werden. Auch die Achse einer defekten Pedale eignet sich gut als Durchschläger. Notfalls kann der Keil mit einem 6 mm Bohrer ausgebohrt oder die Kurbel mit einer Gasflamme erhitzt werden.
Da die Abflachungen auf der Welle symmetrisch, auf den Keilen aber schräg angebracht sind, müssen die Keile in entgegengesetzter Richtung eingeführt werden, damit die Kurbeln sich um 180° gegenüberstehen. (Nach dem Einführen dürfen die Gewinde des linken und rechten Keils also nicht beide zur gleichen Seite zeigen.)
Es wird empfohlen, den Keil jeweils von oben einzuführen, wenn die Kurbel nach vorne zeigt, um zu verhindern, dass ein weites Hosenbein sich an der Mutter des Keils verfängt.
Die meisten Keile haben einen Durchmesser von 9,5 mm. In Frankreich und Italien sind auch 9 oder 8,5 mm breite Keile üblich. Länge und Winkel der keilförmigen Abflachung sind nicht standardisiert. Damit die Kurbeln sich genau gegenüberstehen, sollten Keile darum paarweise ausgetauscht werden. Es kann erforderlich werden, den Keil mit der Feile nachzuarbeiten. Hierzu wird der Keil so in einen Schraubstock gespannt, dass dessen Oberkante als Führung für die Feile dienen kann. An der breiten Seite der Abflachung sollte ein größerer Druck auf die Feile aufgebracht werden. Die Feile muss parallel zur Abflachung bewegt werden, um diese nicht auszurunden.
Die Keile werden soweit eingetrieben, wie mit mäßigen Hammerschlägen möglich ist. Die Mutter dient lediglich der zusätzlichen Sicherung und keinesfalls zum Einziehen des Keils. Sie sollte sehr vorsichtig angezogen werden. Da die Keile aus recht weichem Stahl bestehen, kann das Gewinde ansonsten leicht überdreht werden oder abreissen.
Nach 50 km Fahrtstrecke müssen die Keile nochmals mit dem Hammer eingetrieben und die Mutter nachgespannt werden.

### Vierkant-Verbindung
Die Vierkant-Verbindung zwischen Welle und Tretkurbeln wurde bereits in den 1930er Jahren vom französischen Hersteller Stronglight bei Fahrrädern mit Glockenlager eingeführt, verbreitete sich jedoch erst nach und nach.
Die Vierkante an beiden Enden der Welle verjüngen sich nach außen. Die Kurbel wird mit einer axialen Schraube oder Mutter auf die Welle gezogen, so dass die angeschrägten Flächen des Vierkants aufeinander klemmen. Da bereits minimale Bewegungen zwischen Kurbel und Welle die Vierkantaufnahme abnutzen, ist es von Bedeutung, dass der Reibschluss durch die Klemmung eine kraftschlüssige und spielfreie Welle-Nabe-Verbindung herstellt.
Zum Herausdrehen der Schraube oder Mutter ist meist ein Steckschlüssel mit 14 mm, seltener mit 15 mm oder 16 mm Weite erforderlich.
Knarren-Nüsse lassen sich verwenden, wenn ihre Wandung ausreichend dünn ist. Der Aussendurchmesser von 12-kantigen Nüsse in einfacher Ausführung und 1/2"-Aufnahme ist oft zu groß, um in die Kurbel zu passen.
Zum Lösen der Kurbeln ist ein Abzieher erforderlich, der die Kurbel von der Welle zieht, nachdem die Verschraubung gelöst wurde. Bei manchen Ausführungen zieht der Kopf der Befestigungsschraube die Kurbel beim Lösen selbsttätig von der Welle, so dass kein Abzieher benötigt wird.
Das Feingewinde im Aluminium der Kurbel ist empfindlich und leicht zu beschädigen, wenn der Abzieher verkantet angesetzt wird. Es empfiehlt sich Abzieher eines bekannten Herstellers wie Shimano oder Park Tools zu verwenden. Einfache Abzieher bestehen aus einem zu weichen Material. Das oft auch ungenau gearbeitete Gewinde verformt sich teilweise schon bei der ersten Verwendung und beschädigt dann auch das Innengewinde der Kurbel.
Vor dem Einschrauben des Abziehers ist darauf zu achten, dass sich keine Unterlegscheibe mehr in der Kurbel befindet und dass das Innenteil des Abziehers noch nicht allzu weit eingeschraubt ist. Auch muss der Kopf des Innenteils zum Ende der Tretlagerwelle passen. Für Wellen mit Vierkant wird ein anderer Kopf verwendet als für Wellen mit Octalink, Splined oder ISIS Verbindung. Manche Abzieher werden mit einem Aufsatz für das Innenteil geliefert, der sich wenden oder austauschen lässt.
Es ist sinnvoll nachzumessen, ob der Abzieher bis zum Anschlag in die Kurbel eingeschraubt ist, bevor die Kurbel mithilfe des Innenteils abgezogen wird. Ein nicht ausreichend tief eingeschraubter Abzieher kann das Innengewinde der Kurbel zerstören.
Wenn sich eine festsitzende Kurbel nicht mehr mit dem Abzieher entfernen läßt, kann es helfen, ein Kriechöl zu verwenden, die Kurbel mit dem Heissluftföhn oder einer Gasflamme zu erwärmen, einen Abzieher aus dem Kfz-Bereich zu verwenden, dessen Arme von aussen an der Kurbel ansetzen, oder einen Hammer zu verwenden.
Campagnolo-Kurbeln, die zwischen 1990 und 1996 hergestellt wurden, enthielten teilweise Linksgewinde. Abzieher hierfür sind kaum zu finden.
Es gibt verschiedene Ausführungen der Vierkantverbindung. Bei allen beträgt der Winkel der Schräge 2° (Verjüngung). Unterschiede bestehen in der Länge der Verjüngung und dem Außenmaß des Vierkantes.
Wellen nach der ISO 6695 von 1991 haben eine kleinere Vierkantaufnahme, das Maß an den Enden, als Wellen entsprechend der JIS-Vorgabe. Eine Änderung bei der ISO 6695 im Jahr 2015 auf ein größeres Maß sollte durch die Unterschiede entstehende Probleme beseitigen. Shimano produzierte eine Zeit lang für die Dura-Ace-Kurbeln eine „JIS Low Profile“ genannte Variante mit kurzem Vierkantende.
Der ISO-Vierkant wird vornehmlich von europäischen Herstellern wie Campagnolo, Miche, Mavic und zum Teil auch Stronglight hergestellt. Nach dem JIS-Standard fertigen insbesondere japanische Hersteller wie Shimano. Andere Hersteller, wie Sugino, FSA und Phil Wood, bauen Innenlager und Kurbeln sowohl nach JIS- als auch nach ISO-Standard.
ISO-Kurbeln rutschen nicht weit genug auf JIS-Innenlager, sodass die Bruchgefahr der Kurbel steigt (für mäßige Belastungen kann eine solche Lösung aber ausreichend sein). Umgekehrt lassen sich JIS-Kurbeln weiter auf Innenlager mit ISO-Vierkant stecken, sodass es unter Umständen nicht mehr möglich ist, die Kurbeln zu fixieren. Die Kettenlinie ändert sich in beiden Fällen.
Die Fläche zwischen Kurbeln und Vierkant soll bei Shimano und vielen anderen Herstellern nicht gefettet werden. Dies soll vermeiden, dass die Kurbel beim Anschrauben zu weit auf den Vierkant gezogen wird. Die resultierenden hohen Spannungen könnten andernfalls zum Bruch der Kurbel führen.
Die hochfesten Schrauben oder Muttern, mit denen die Kurbeln auf der Welle befestigt werden, sollen hingegen am Gewinde und an der Reibfläche gefettet und anschließend kräftig angezogen werden (wird beispielsweise ein 200 mm langer Hebelarm beim Anziehen eingesetzt, muss eine beträchtliche Kraft aufgewendet werden).
Der Vierkantkonus wurde ursprünglich bereits mit den Glockentretlagern verwendet. In den 1950ern setzten sich die einfacher zu demontierenden Keiltretlager durch. In den 1980ern wurde dann wieder eine leicht variierte Form der Vierkantbefestigung eingeführt. In die nun im Kurbelkopf vorgesehenen Gewindegänge lässt sich ein spezielles Werkzeug einsetzen, das die Demontage wesentlich vereinfacht.

### Sechskant-Verbindung
In den 1950er Jahren wurde bei Fahrrädern mit Glockenlager auch ein Sechskantkonus eingesetzt.

### Vielzahn-Verbindung („splined“)

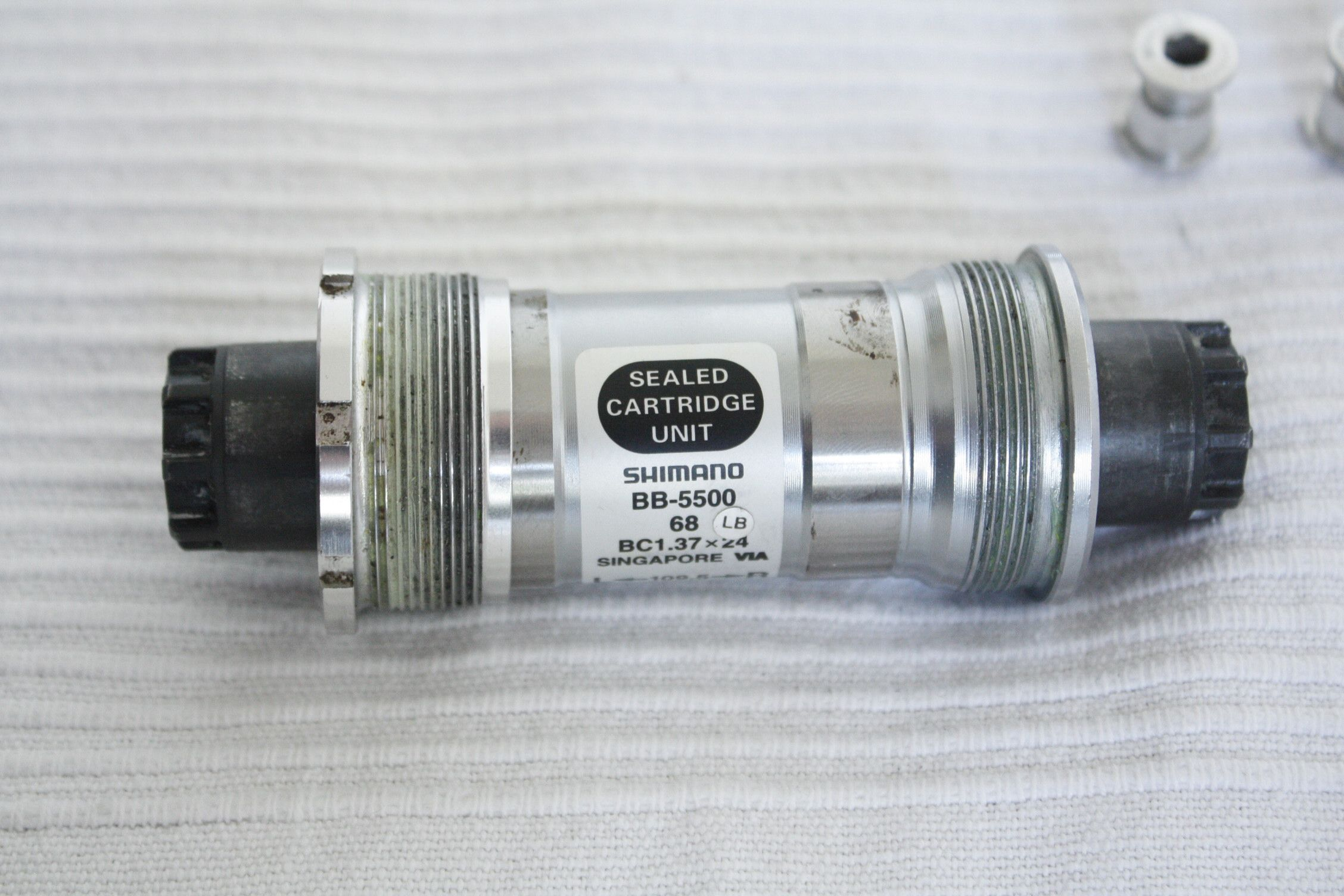
Shimano-Patronenlager BB-5500 mit Octalink-V.1-Kurbelaufnahme

Das Wellenende ist vielzahnig ausgeführt, manchmal zusätzlich konisch. Diese Verbindungsart wurde ab 2003 im Massenmarkt eingeführt.
Verbreitet sind insbesondere das 1996 von Shimano eingeführte Octalink-System mit acht Zähnen sowie der International Spline Interface Standard (ISIS)-Standard mit zehn Zähnen. Deutlich weniger verbreitet sind Power Spline mit zwölf und Howitzer mit zehn Zähnen und außenliegenden Lagern (beide von Truvativ). Bei Octalink gibt es zwei unterschiedliche Ausführungen, die zueinander inkompatibel sind. Zueinander kompatibel sind Octalink-Kurbeln und Octalink-Innenlager der Gruppen Dura Ace, Ultegra, 105SC und XTR (alle Shimano) sowie Kurbeln von Ritchey und Alpina von Sugino einerseits (Octalink V.1) und Deore XT, Deore LX, Deore, Tiagra und Sora andererseits (Octalink V.2). Die Wellenlängen unterscheiden sich jedoch: Innenlager für Dura-Ace, Ultegra und 105 sind mit 109,5 mm und 118,5 mm Wellenlänge erhältlich, XTR mit 112,5 und 116 mm.
Ab den 2020er Jahren werden überwiegend außenliegende Lager mit einer feinzahnigen Vielzahn-Verbindung eingesetzt.

### Feste Verbindung zum Kurbelarm
Ein Kurbelarm und die Tretlagerwelle werden herstellerseitig fest verbunden. Die Tretlagerwelle wird durch die beiden Lagerschalen gesteckt. Auf der anderen Seite wird der zweite Kurbelarm auf das vielzahnige Ende der Welle geschraubt.
Diese Technik gibt es schon seit den 1980er Jahren von amerikanischen Kleinstherstellern, allen voran Bullseye. Sie wurden ursprünglich für den Einsatz an BMX-Rädern entwickelt. Shimano führte diese Technik 2004 zusammen mit außenliegenden Lagern ein.
FSA, Race Face und im Jahr 2007 auch Campagnolo folgten diesem Trend. Die Technik setzte sich auch in den preisgünstigeren Gruppen durch.
Während bei Shimano, FSA und SRAM/ Truvativ der antriebsseitige Kurbelarm mit der Welle verbunden ist, bildet bei Race Face der linke Kurbelarm eine Einheit mit der Welle. Campagnolo teilt die Welle mittig, so dass beide Kurbelarme einen festen Wellenstummel besitzen. Bei BB30-Kurbeln mit einseitig fester Verbindung zwischen Welle und Kurbelarm befindet sich diese auf der linken Seite.

### Fauberlager
Insbesondere BMX-Räder wurden mit sogenanntem Fauberlager und einem speziellen Kurbelsatz ausgestattet, bei dem beide Tretkurbeln mit der Innenlagerwelle eine durchgehende Einheit bilden. Welle und Kurbeln werden aus einem einzelnen Rundstahl-Stab geformt, der an beiden Übergangsstellen umgebogen wird. Um die komplette Einheit aus Kurbeln und Welle in das Tretlagergehäuse einschieben zu können, benötigt dieses einen größeren Durchmesser als gewöhnlich. Anschließend werden die Lagerschalen und Konen mit Innengewinde von außen über die Kurbeln geschoben und mittels eines Außengewindes auf der Welle eingestellt.

### Sonstige
Einige Hersteller fertigen eigene Systeme. So baut beispielsweise SRAM unter dem Markennamen Truvativ Innenlager – und passende Kurbeln – mit der Bezeichnung Howitzer. Der Hersteller e*thirteen fertigt Kurbeln und Innenlager mit einer abgerundeten Dreiecksform (Polygon nach DIN 32711-P3).

## Exzenter-Tretlager
Die Tretlagergehäuse von Tandems und von einigen Fahrrädern mit Zahnriemen werden vergrößert ausgeführt, um die Innenlager in einer exzentrisch Aufnahme im Gehäuse verspannen zu können.
Nach dem Lösen der Klemmschraube(n) kann die Aufnahme verdreht werden, um die Kettenspannung zwischen dem vorderen und hinteren Tretlager einzustellen.
Exzenter-Tretlager werden auf Englisch auch als EBB (eccentric bottom bracket) abgekürzt.

## Tretlagerschaltung
Einige Hersteller bieten Tretlagergehäuse mit integriertem Getriebe als Gangschaltung an. Der Abtrieb erfolgt koaxial oder achsparallel auf das Kettenrad. Es gibt sowohl Systeme, die ein besonders geformtes Tretlagergehäuse benötigen, als auch Systeme, die sich in Standard-Tretlagergehäusen nachrüsten lassen.

## Bildergalerie

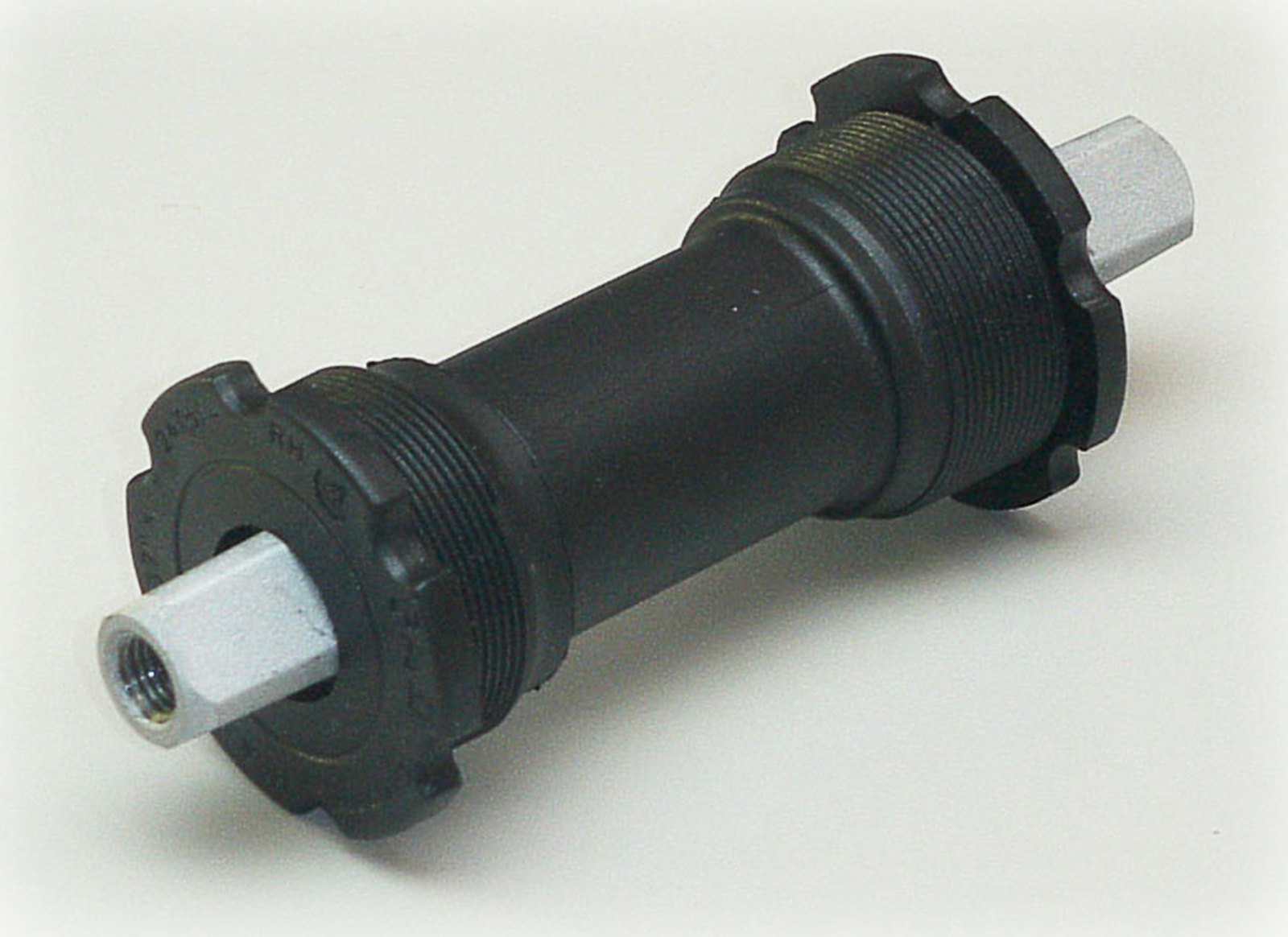
Lager des Herstellers FAG mit BSA-Gewinde und Vierkant für die Kurbelbefestigung, bei einfachen Rädern heute verbreitet
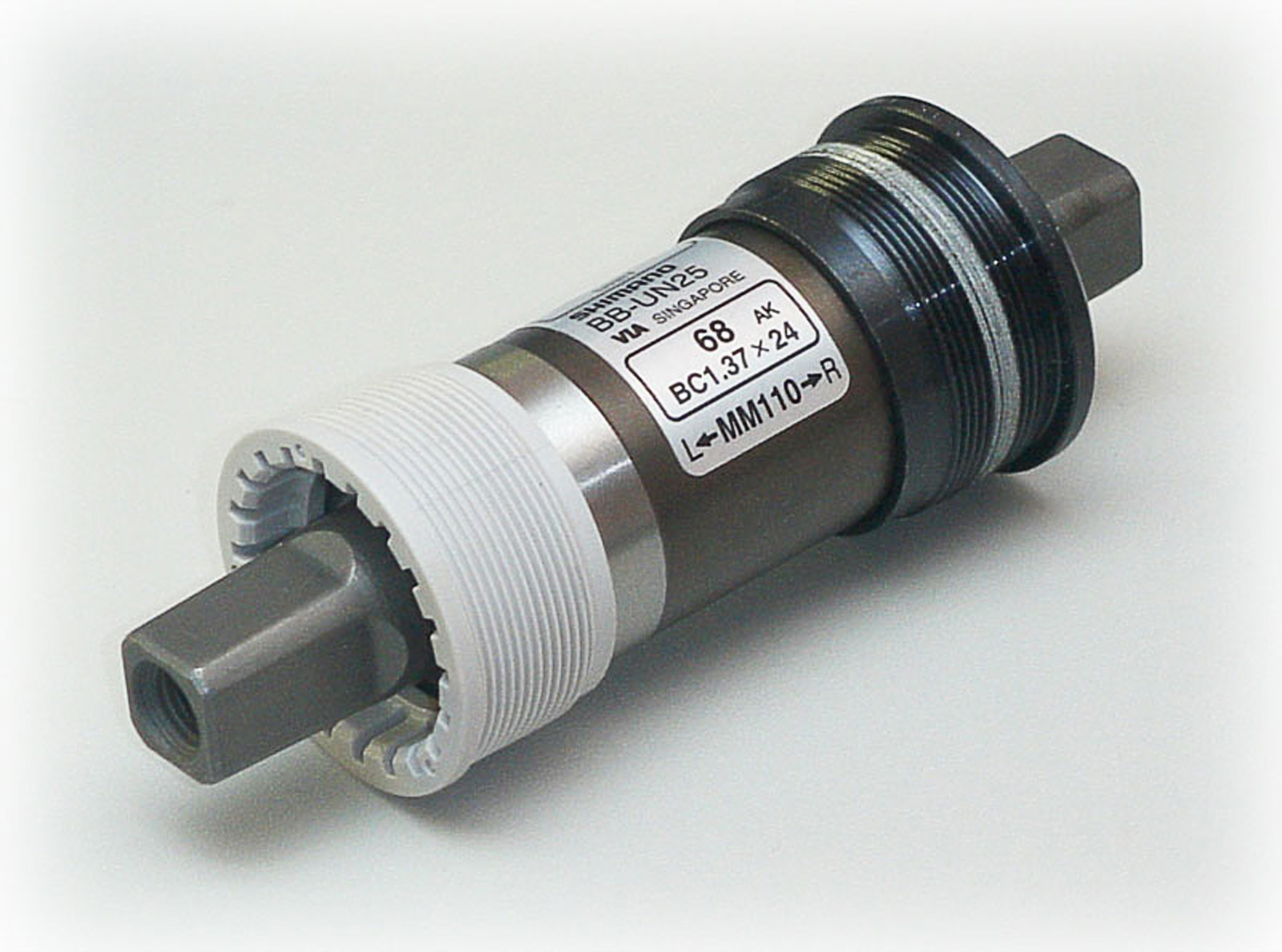
Lager von Shimano mit BSA-Gewinde und Vierkant für die Kurbelbefestigung
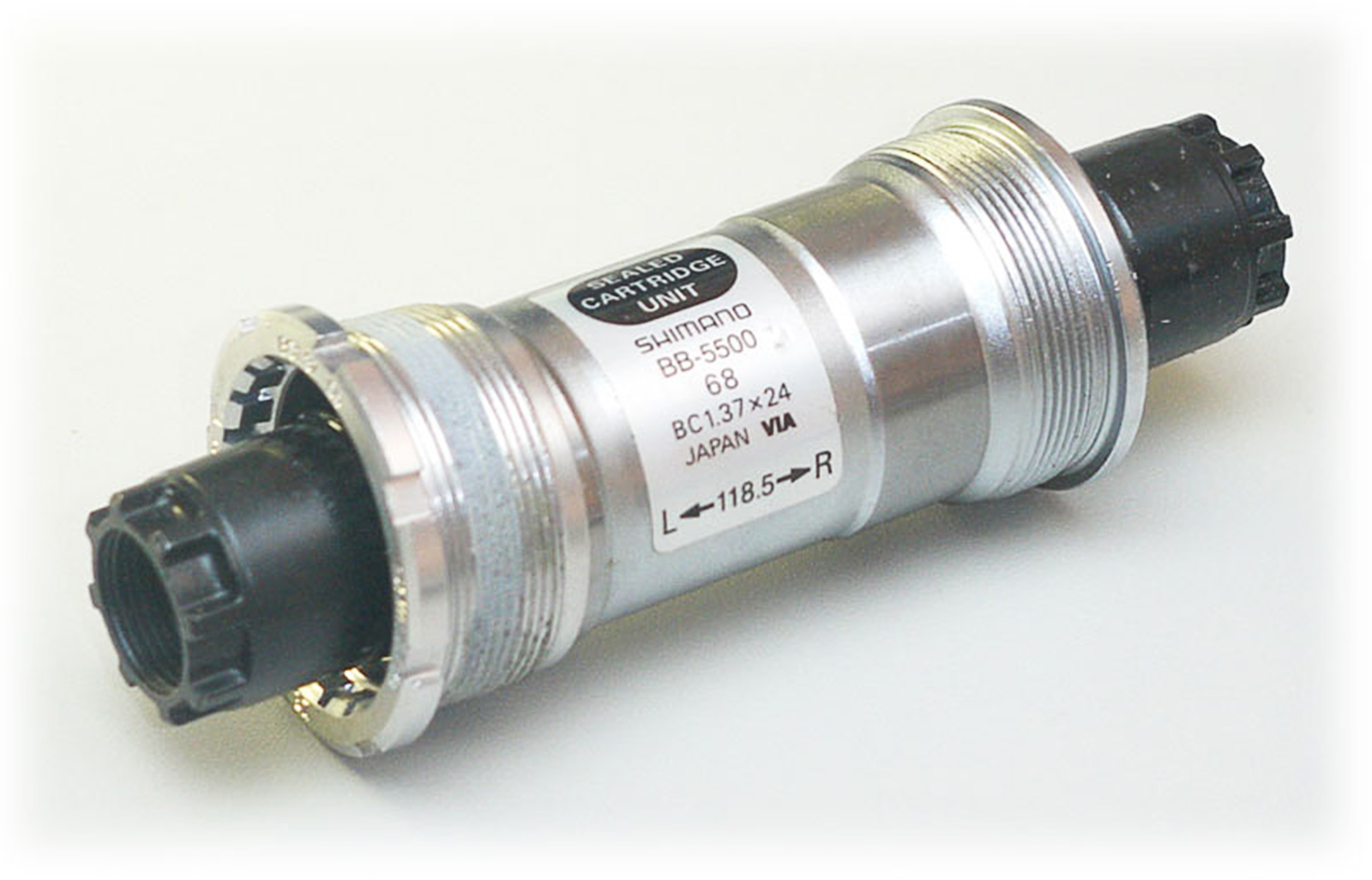
Lager von Shimano mit BSA-Gewinde und Octalink V.1 für die Kurbelbefestigung
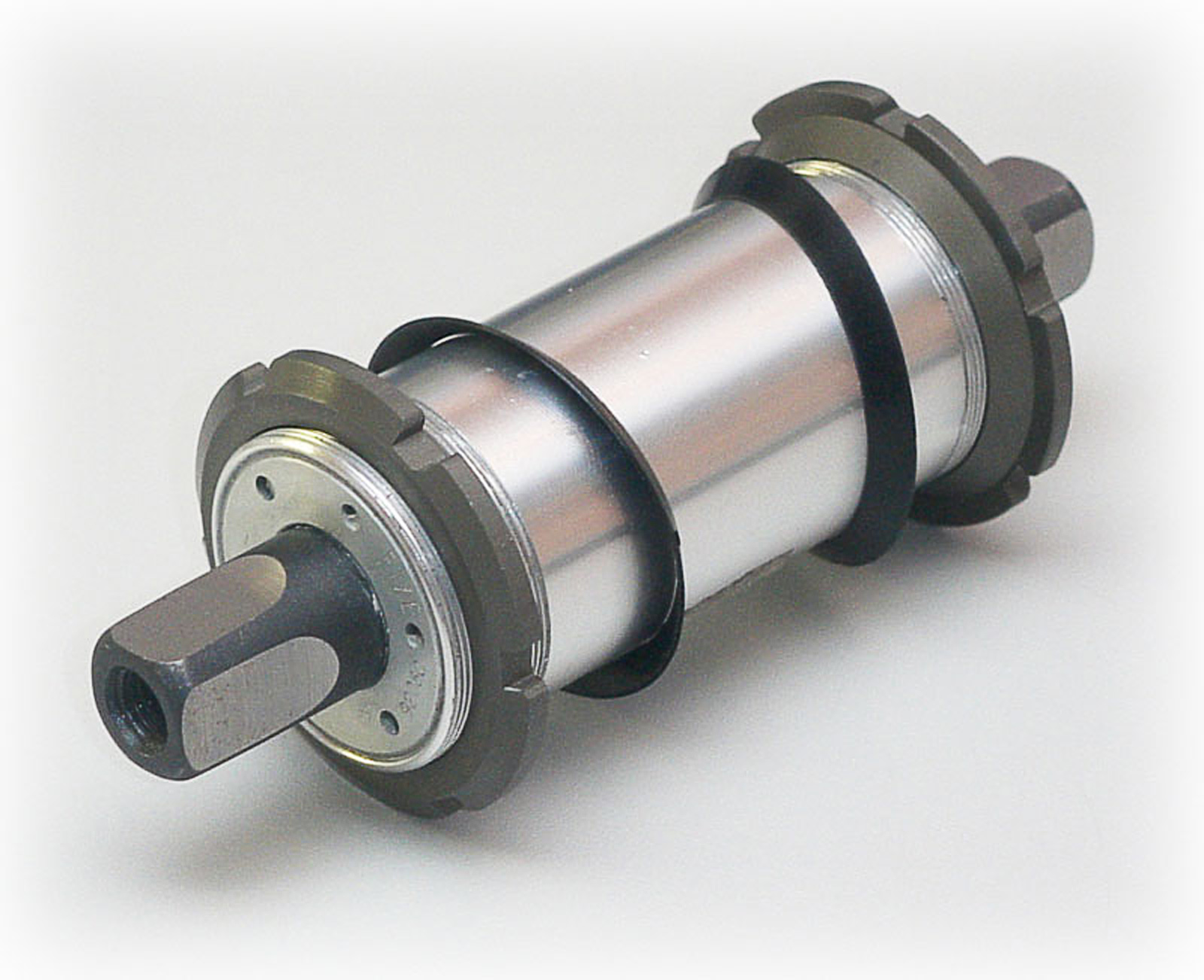
Reparaturlager von Mavic für beschädigte BSA-Gewinde, die Befestigung geschieht hier über ein Gewinde auf der Lagerpatrone
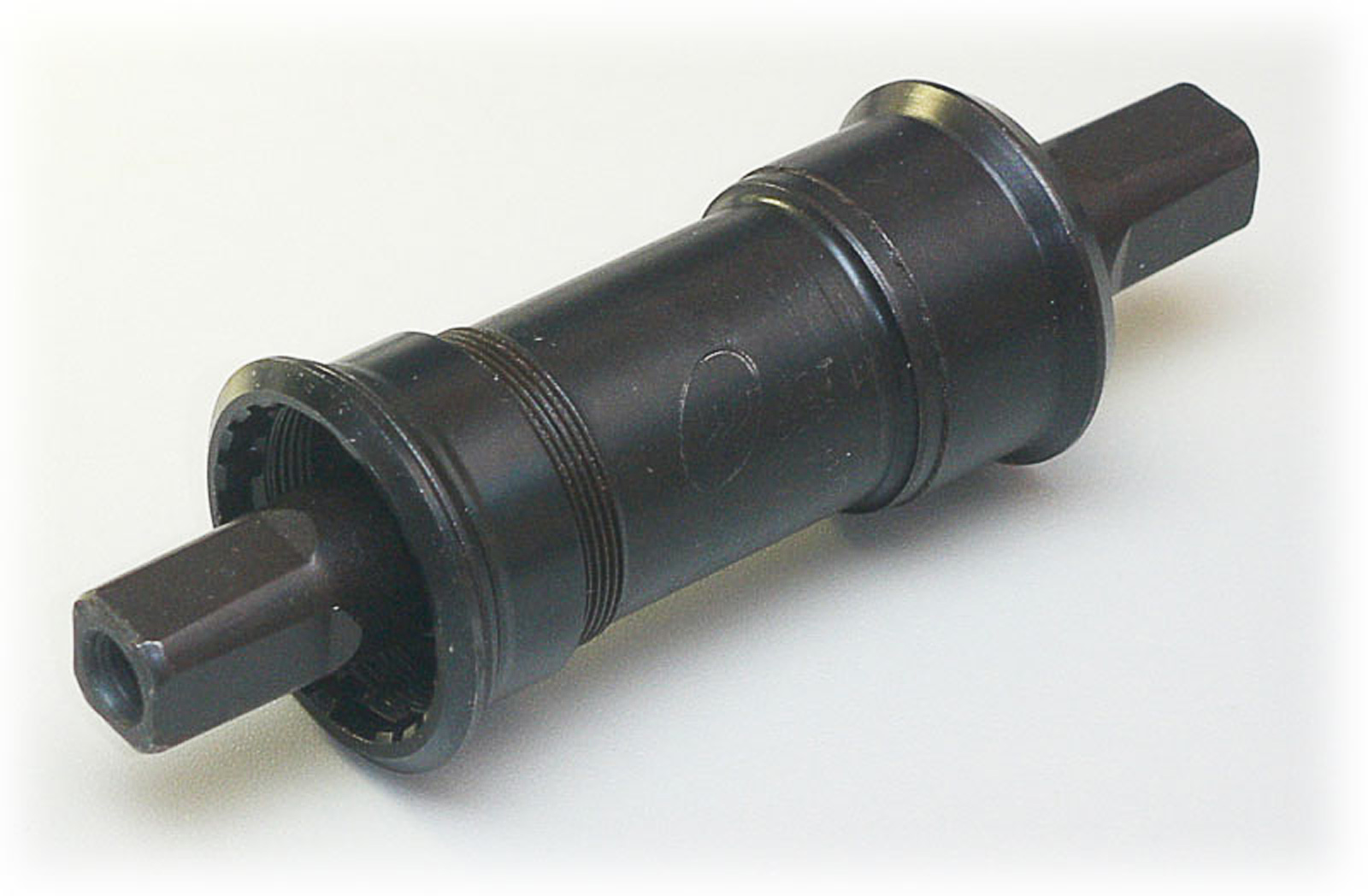
Reparaturlager von Point; deutlich preiswerter als Mavic, gleiche Funktionsweise
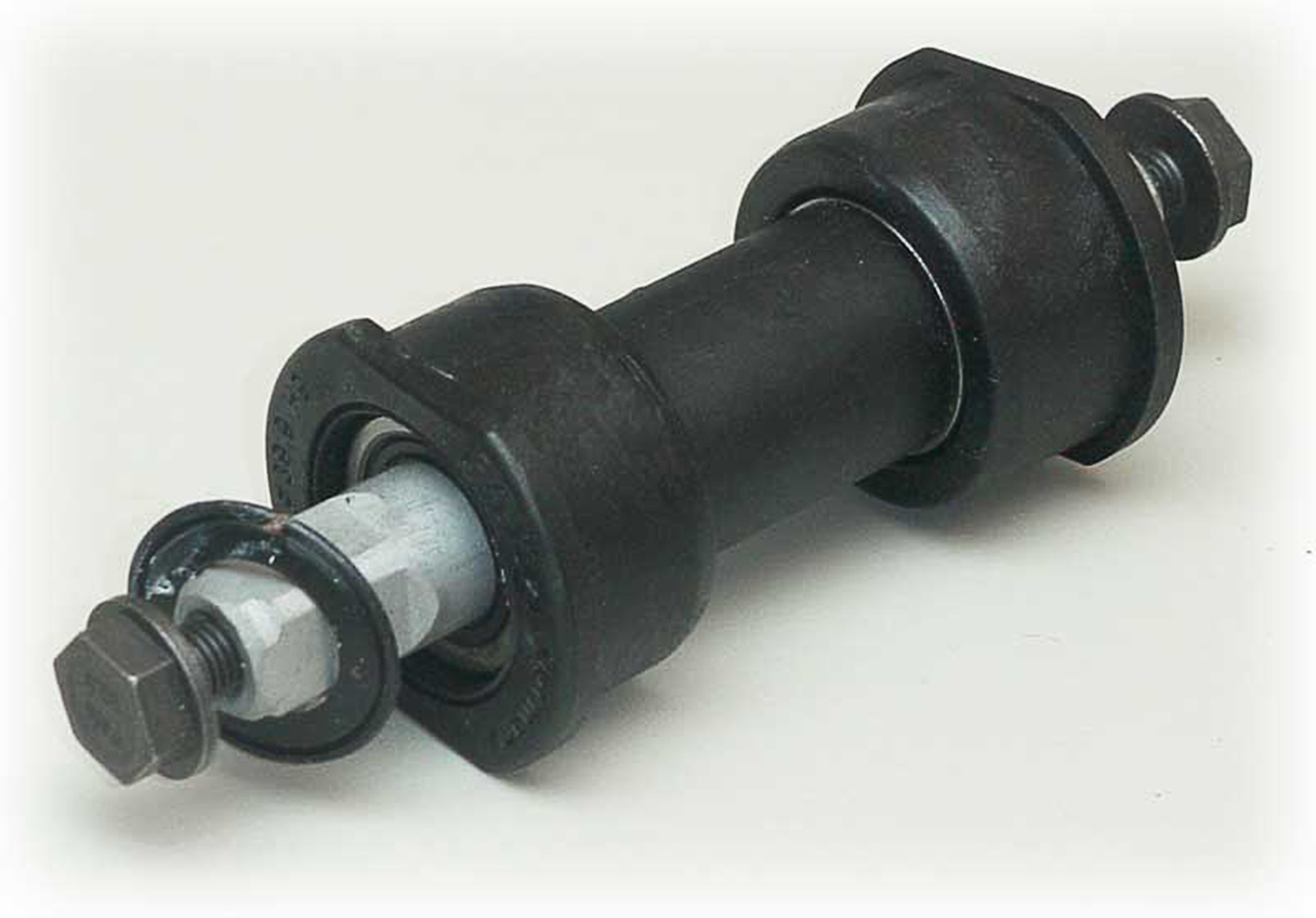
FAG-Einschlaglager, zum Ersatz von Thompson-Lagern mit Vierkant für die Kurbelbefestigung. Die beiden Abflachungen der Außenkanten der Einschlaghülsen erleichtern den Ausbau des Lagers.